# استان آذربایجان
استان آذربایجان، یکی از استان‌های ایران به مرکزیت تبریز در دوره خلفای عباسی بود. این استان شامل شهرهای نخجوان، جلفا، اردوباد، زنگان(زنجان کنونی)، آهر(اهر کنونی)، دزمار، مرند، طروج (تسوج کنونی)، خوی، اردبیل، کلاتتر، سلماس، خلخال، ملکان، سراب، اوجان(بستان آباد کنونی)، تبریز، ارومیه، شال، دهچوارقان(آذرشهر کنونی)، مراغه، میانه، ساوجبلاغ(مهاباد کنونی)، اشنویه، خونج، نیلان، پسوا می‌بود. استان آذربایجان میان استان‌های اران، ارمنیه، جزیره، جبال، مغان و گیلان قرار داشت.